# Slaughter to Prevail
A Slaughter to Prevail orosz deathcore együttes, Jekatyerinburgban alakult.

## Története
Az együttes 2014-ben alakult, amikor az angol gitáros, Jack Simmons összebarátkozott az orosz énekessel, Alekszandr Sikolajjal (Művésznevén: Alex Terrible) és Anton Poggyacsij dobossal. Alekszandr Sikolaj korántsem volt ismeretlen, ugyanis a YouTube videómegosztón már több százezren ismerték Alexet. Első kiadványuk egy 2015-ös EP volt, amelyről a Hell című dal több milliós megtekintést ért el a YouTube-on. 2016-ban leszerződtek az amerikai Sumerian Records kiadóhoz és 2017-ben megjelentették első nagylemezüket, melyet 2021-ben a Kostolom követett. Ez igen nagy sikert hozott az együttes számára, ugyanis az együttes leghíresebb zenéi közül több is a Kostolom albumhoz kötődik. A következő években számos fesztiválon vettek részt, emellett számos tagcserén is átestek. Alex pedig más híres zenészekkel dolgozott közösen. Legtöbb daluk orosz nyelven íródott, de angol nyelven is énekelnek. Alex Terrible énekes szerint együttesére a Bring Me the Horizon, Suicide Silence és Carnifex együttesek voltak hatással a Slipknot (azon belül is leginkább az Iowa album) mellett. Koncertjeiken maszkokkal lépnek fel. 

## Tagok
- Alekszandr "Alex Terrible" Sikolaj - ének
- Jack Simmons - gitár
- Jevgenyij Novikov - dob
- Jared Delgado - gitár
- Mike Petrov - basszusgitár

## Korábbi tagok
- Anton Poggyacsij - dob
- Makszim Zadorin - gitár
- Szlava Antonyenko - gitár
- Filipp Kucserjavih
- Sam Baker
- Justin Czubas

## Diszkográfia
- Chapters of Misery (EP, 2015)
- Misery Sermon (album, 2017)
- Kostolom (album, 2021)
- Griizly (album, 2025)